# Parafia Wniebowzięcia Najświętszej Maryi Panny w Dulsku
Parafia pw. Wniebowzięcia Najświętszej Maryi Panny w Dulsku – parafia rzymskokatolicka należąca do dekanatu dobrzyńskiego nad Drwęcą, diecezji płockiej, metropolii warszawskiej. 